# 约瑟夫·W·肯尼迪
约瑟夫·威廉·肯尼迪（Joseph William Kennedy，1916年5月30日—1957年5月5日）是一位美国化学家，他与格伦·西博格、埃德温·麦克米伦和亚瑟·沃尔共同发现了钚。在第二次世界大战期间，他领导了曼哈顿计划的洛斯阿拉莫斯国家实验室的化学与冶金部门（CM部门），负责铀和钚的化学和冶金研究。战后，他成为圣路易斯华盛顿大学的教授，为将该大学从以本科教学为主转变为同时拥有强大研究生及研究项目的综合性大学做出了重要贡献。他因胃癌逝世，享年40岁。

## 早年生活
約瑟夫·威廉·肯尼迪於1916年5月30日出生在德克萨斯州納科多奇斯，父母是約瑟夫和瑪蒂·肯尼迪。他在德克萨斯州中心市生活了七年，然後進入大學就讀。他就讀於斯蒂芬·F·奥斯丁州立大学，獲得了文学学士（BA）學位，隨後進入堪萨斯大学，獲得文学硕士（MA）學位。之後，他進入加利福尼亚大学柏克萊分校，並在乔治·厄内斯特·吉布森的指導下獲得了哲学博士（PhD）學位，論文題目為“碲、元素43和鋅的核同质异构研究”。

## 钚
1940年2月，格伦·西博格和埃德温·麦克米伦通過用氘核轰击铀，產生了钚-239。這產生了镎（元素93），它經過贝塔衰变形成了具有94個质子的新元素钚。 肯尼迪建造了一系列探测器和计数器來驗證钚的存在。他用極薄的云母切片作為窗口来計數阿尔法粒子的发射，並使用帶有磁场的电离室來分离来自镎的贝塔粒子和来自钚的阿尔法粒子。
1941年3月28日，西博格、物理学家埃米利奥·塞格雷和肯尼迪不僅證明了钚的存在，還證明它是可裂变的，這一重要區別對於指導曼哈顿计划研究的決策至關重要。亚瑟·沃尔隨後開始探索新發現元素的化學性質。 1966年，伯克利校園内他们进行这项工作的吉尔曼厅307号房间被宣布为美国国家历史地标。

## 曼哈顿计划
肯尼迪是曼哈顿计划早期招募的成员之一，于1943年3月抵达洛斯阿拉莫斯国家实验室。 他成为化学与冶金（CM）部门的代理负责人。一些项目领导对年仅26岁的肯尼迪持怀疑态度，因此联系了孟山都公司的查尔斯·托马斯。托马斯同意协调不同曼哈顿计划实验室的化学工作，但他不愿搬到新墨西哥州。 尽管年纪轻轻，肯尼迪于1944年4月正式成为CM部门负责人。
CM部门负责为炸弹制造和纯化材料，包括核弹芯、阻尼体和引发器。 铀的化学和冶金学相对较为了解，尽管它带来了一些意外，但钚的化学和冶金几乎完全未知。这种元素刚刚被发现，并且只存在微克量。关于它的化学性质的推测往往是错误的，随着研究的进展，发现它具有不同寻常的性质，包括多达六种同素异形体。在洛斯阿拉莫斯，沃尔和肯尼迪的团队与芝加哥的西博格团队竞争，以寻找最好的钚净化方法。这场竞争突然结束，是因为塞格雷的小组在洛斯阿拉莫斯发现反应堆生产的钚中含有较高水平的钚-240，这意味着需要内爆型核武器，并且高纯度不再是必须的。
肯尼迪的化学家们能够以99.96%的效率将氢化铀还原为铀-235金属，冶金学家则研究如何将其铸造成所需的形状。 化学家们研究如何净化钚，而冶金学家则必须研究如何将其铸造成实心球体。埃里克·杰特的CM-8（铀与钚冶金学）小组发现，他们可以通过与镓合金将钚稳定在其可塑的δ相。 因其贡献，肯尼迪于1946年被时任美国总统哈里·S·杜鲁门授予功绩勋章。

## 在流行文化中
在2023年的电影《奥本海默》中，约瑟夫·W·肯尼迪由演员特罗伊·布朗森（Troy Bronson）扮演。 由克里斯多福·諾蘭（Christopher Nolan）执导，该电影强调了钚的重要性。尽管该项目是格伦·T·西博格、埃德温·麦克米伦和亚瑟·沃尔的协作努力，诺兰的作品平衡了团队动态与个人成就，同时也认可了肯尼迪作为主要发现者的贡献。
在现实生活中，总统哈里·S·杜鲁门（由加里·奧德曼（Gary Oldman）饰演）因肯尼迪的贡献授予他功绩勋章，这是美国最高的平民奖章，洛斯阿拉莫斯曼哈顿计划中只有四人获得该奖章：J·罗伯特·奥本海默、约翰·冯·诺伊曼、恩里科·费米和肯尼迪。
电影《奥本海默》在2024年奥斯卡金像奖中赢得了包括最佳影片在内的七项大奖。该电影基于《美国普罗米修斯》一书改编。

## 战后
1945年，肯尼迪被聘为圣路易斯华盛顿大学的教授，并于1946年被任命为化学系主任，直到他去世前一直担任该职位。 肯尼迪带来了亚瑟·沃尔、林赛·赫尔姆霍尔茨、大卫·利普金、赫伯特·波特拉茨和塞缪尔·韦斯曼，这些人都在华盛顿大学担任教职。 在此之前，华盛顿大学主要专注于本科教学。肯尼迪被认为将其转变为一所同时拥有强大的研究生和研究项目的大学。
与格伦·T·西博格、埃德温·麦克米伦和亚瑟·沃尔一道，肯尼迪从美国原子能委员会获得了40万美元的补偿，以表彰他们的科学工作。 1957年5月5日，肯尼迪因胃癌去世，享年40岁。肯尼迪讲座系列以他的名字命名，每年在华盛顿大学举行。